# Ямада Хірокі (футболіст)
Хірокі Ямада (яп. 大記 山田; нар. 27 грудня 1988, Сідзуока, Японія) — японський футболіст, півзахисник національної збірної Японії та німецького клубу «Карлсруе».

## Клубна кар'єра
У дорослому футболі дебютував 2011 року виступами за команду клубу «Джубіло Івата», в якій провів три сезони, взявши участь у 107 матчах чемпіонату.  Більшість часу, проведеного у складі «Джубіло Івата», був основним гравцем команди.
До складу клубу «Карлсруе» приєднався 2014 року.

## Виступи за збірну
2013 року дебютував в офіційних матчах у складі національної збірної Японії.

## Титули і досягнення
- Володар Кубка Джей-ліги (1):

«Джубіло Івата»:  2010
- Володар Кубка банку Суруга (1):

«Джубіло Івата»:  2011
Збірні
- Переможець Кубка Східної Азії: 2013